# SN 2007hk
SN 2007hk – supernowa typu Ia odkryta 31 sierpnia 2007 roku w galaktyce A204757-0524. W momencie odkrycia miała maksymalną jasność 18,40m.